# Kalichowszczyzna
Kalichowszczyzna [pronunciación en polaco: /kalʲixɔfˈʂt͡ʂɨzna/] es un pueblo ubicado en el distrito administrativo de Gmina Tuczna, dentro del Distrito de Biała Podlaska, Voivodato de Lublin, en Polonia oriental. Se encuentra aproximadamente a 10 kilómetros al sur de Tuczna, a 32 kilómetros al sureste de Białun Podlaska, y a 84 kilómetros al noreste de la capital regional Lublin.